# Vouhliar
Vouhliar (en ukrainien : Вугляр, en russe : Вугляр, Vougliar) est une commune urbaine de l'est de l'Ukraine, dans l'oblast de Donetsk, et dépendant du raïon de Donetsk. Elle était peuplée en 2019 de 1087 habitants.

## Géographie
La commune est assise sur le Plateau du Donets, à une altitude de 206 mètres d'altitude. Étant située non loin au nord-est de la rivière Hrouzka, affluente du fleuve côtier Kalmious, elle fait partie de son bassin versant. Elle se trouve juste au sud-ouest de la ville industrielle de Khartsyzk, et à 19 kilomètres à l'est de la ville de Donetsk, dans le bassin industriel et minier du Donbass.